# Opatovice nad Labem
Opatovice nad Labem (deutsch: Opatowitz) ist eine Gemeinde im Okres Pardubice in Tschechien.

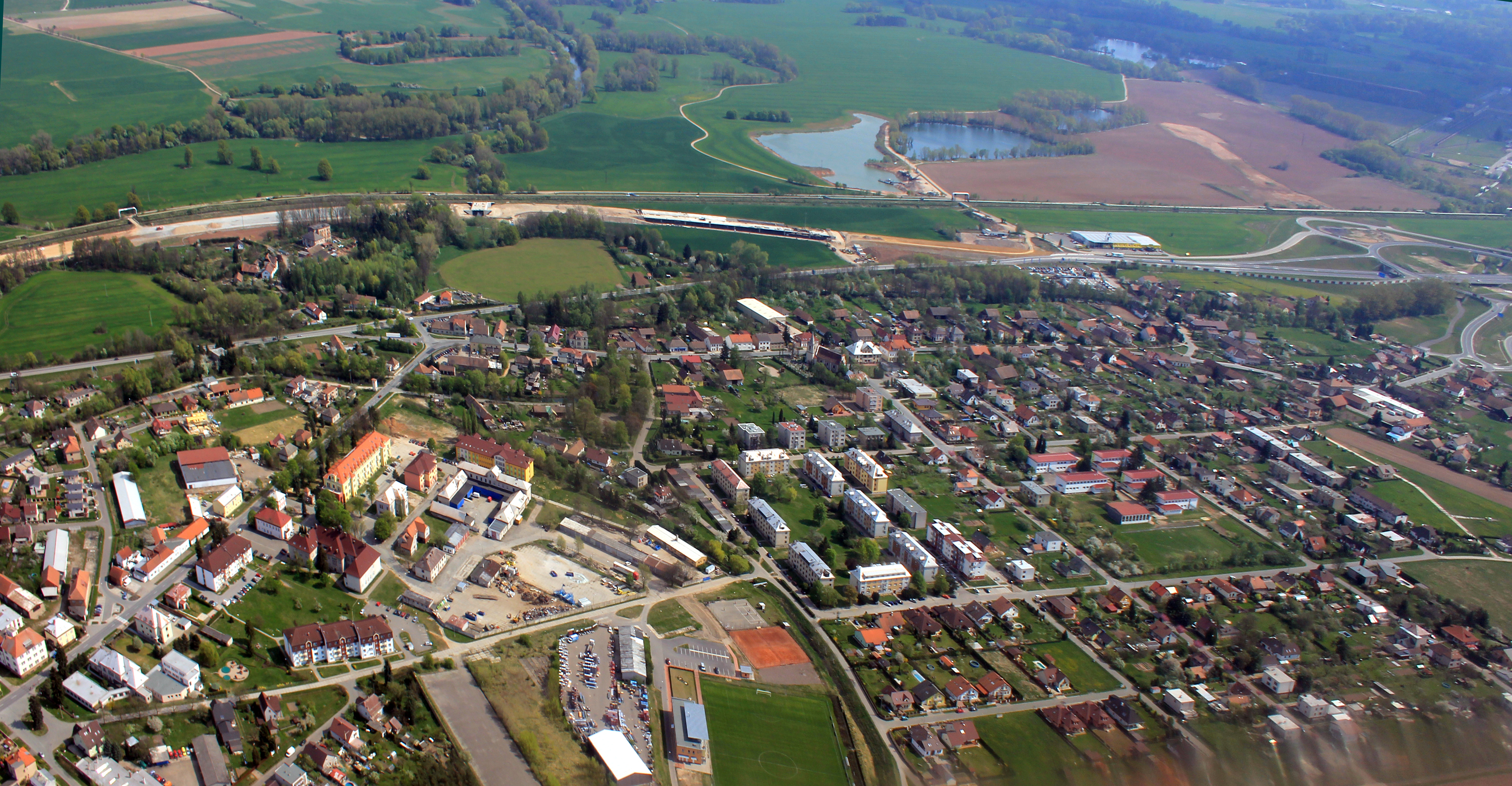
Luftaufnahme

## Geographie
Opatovice liegt im Norden des Pardubitzer Bezirkes am rechten Ufer der Elbe.

## Geschichte
Erstmals genannt wird Opatovice (tsch. opat=Abt; -vice=Siedlung oder Ort) 1073 im Zusammenhang mit der Gründung des Klosters Opatowitz, dem die Ortschaft bis zur Zerstörung der Klosteranlagen durch die Hussiten 1421 gehörte. Um die Mitte des 15. Jahrhunderts gelangte Opatovice mit dem ehemaligen Klostergut an Georg von Podiebrad, von dem es 1472 sein Sohn Heinrich d. Ä. erbte.
Ende des 14. Jahrhunderts erwarb Opatowice Wilhelm II. von Pernstein, dem bereits die Herrschaft Pardubice gehörte. Er errichtete den Opatowitzer Kanal (Opatovický kanál) mit einer Länge von 32,7 km. Durch ihn wurden die anliegenden Teiche gespeist, in denen Fischzucht betrieben wurde. Im Jahre 1563 bestand das Dorf aus einem Meierhof und 21 Anwesen.

## Gemeindegliederung
Die Gemeinde Opatovice nad Labem besteht aus den Ortsteilen Opatovice nad Labem und Pohřebačka, die zugleich auch Katastralbezirke bilden.

## Persönlichkeiten
- Gustav Adolf Skalský (1857–1926), evangelisch-lutherischer Theologe, Geistlicher und Hochschullehrer

## Sehenswürdigkeiten
- Die Pfarrkirche St. Laurentius (Kostel sv. Vavřince) wurde vermutlich an der Stelle der ehemaligen Klosterkirche nach 1421 neu errichtet und mehrmals umgebaut.
- Alte Mühle (Moravkův mlýn) und Statue des hl. Nepomuk